# Whangamata
Whangamata är en stad mellan åarna Wentworth Rivers och Otahu Rivers mynningar i Stilla havet på Coromandelhalvöns sydöstra kust på Nya Zeelands nordö. Namnet betyder "obsidianhamn" och uppkallades efter obsidian, som spolats upp från Mayor Island. Omgivningen är bergigt brant kuperad och de icke uppodlade delarna är skogbevuxna, där ormbunksträd utgör ett påfallande inslag. Orten har en bofast befolkning på drygt 3.000 invånare, verksamma inom turist- och servicenäringar, fiske, jord- och skogsbruk samt får- och boskapsskötsel.
Staden är en populär semesterort och invånarantalet ökar vid nyår till över 40.000. Det är framför allt bad- och strandliv med surfing, snorkling, kajakpaddling och båtsport samt fiske både från stränderna och från båtar (game-fishing). Till lands är vandring inklusive orientering populärt liksom mountain biking. Det finns en småbåtshamn, som är omstridd eftersom den hotar endemiska arter, bland annat skinkar som Oligosoma moco, en ödleart, där svenskt namn saknas.
I april 1989 försvann ett ungt svenskt par i trakterna under vandring och efter ett halvår återfanns den mördade mannen utanför Whangamata medan kvinnan aldrig återfunnits. Sökandet efter de försvunna, likfyndet och den följande rättegången väckte stor uppmärksamhet i både Nya Zeeland och Sverige.